# The War Zone
Ne doit pas être confondu avec War Zone (film, 2012).
Pour plus de détails, voir Fiche technique et Distribution.
The War Zone est un film anglais réalisé par Tim Roth, présenté en 1999 au Festival de Sundance et au Festival de Cannes et sorti en salles le 3 septembre 1999 au Royaume-Uni et le 26 janvier 2000 en France.
Il s'agit là du premier (et unique à ce jour) film en tant que réalisateur de l'acteur britannique vu dans Reservoir Dogs, Pulp Fiction, Funny Games U.S., et la série télévisée Lie to Me.

## Synopsis
Tom, 15 ans, en pleine crise d'adolescence et renfermé sur lui-même, emménage avec sa famille dans une maison en pleine campagne. Sa mère vient tout juste d'accoucher d'une petite fille, et malgré le chambardement dû à ces changements, lui ne vit que la solitude et l'ennui. Mais un jour, l'adolescent fait une bien cruelle découverte et démasque l'indicible secret qui lie son père à sa grande sœur Jessie...

## Fiche technique
- Titre : The War Zone
- Réalisation : Tim Roth
- Scénario : Alexander Stuart, d'après son propre roman du même nom
- Directeur de la photographie : Seamus McGarvey
- Montage : Trevor Waite
- Musique : Simon Boswell
- Production : Dixie Linder et Sarah Radclyffe
- Société(s) de production : Film4, Portobello Pictures, Fandango et Mikado
- Société(s) de distribution :   France : Diaphana Distribution
- Pays d’origine :  Royaume-Uni
- Langue : anglais
- Format : Couleur - 35 mm - 2.35:1
- Genre : Drame
- Durée : 96 minutes

- Dates de sortie :
- États-Unis : 29 janvier 1999 (Festival de Sundance)
- France : mai 1999 (Festival de Cannes) / 26 janvier 2000 (sortie nationale)
- Royaume-Uni : 3 septembre 1999

- Film interdit aux moins de 16 ans lors de sa sortie en salles en France

## Distribution
- Ray Winstone : le père
- Tilda Swinton : la mère
- Freddie Cunlife : Tom
- Lara Belmont : Jessie
- Colin Farrell : Nick
- Aisling O'Sullivan : Carol
- Kate Ashfield : Lucy

## Autour du film
- The War Zone est l'adaptation cinématographique d'un roman de l'écrivain anglais Alexander Stuart, publié en 1989. Ce livre traitant ouvertement de la question de l'inceste a fait polémique lors de sa parution, à tel point que lors des Whitbread Book Award, un prestigieux prix littéraire britannique, un des trois membres du jury a fait pression sur ses collègues afin qu'aucun prix ne soit remis à Stuart.
- L'acteur Tim Roth envisageait sérieusement de passer à la réalisation depuis un long moment, mais ne se sentait pas encore prêt à "renoncer à jouer le temps requis pour un tournage". Mais lorsqu'il reçoit le roman de Stuart de la part de la productrice Sarah Radclyffe, il le trouve "très fort et extrêmement dérangeant". Pour lui, "l'inceste est un sujet grave qui n'est pas toujours traité avec intégrité au cinéma. Je voulais faire un film sur l'enfance mais d'un point de vue adulte. Pas ce que l'on voit habituellement, pas un film hollywoodien."
- Présenté hors-compétition lors des festivals de Cannes et de Sundance en 1999, le film a également concouru dans un autre festival de cinéma très prisé, le Berlinale. Lors des British Independent Film Awards, la jeune actrice Lara Belmont a reçu un prix pour son interprétation, Tim Roth a lui été nommé en tant que meilleur réalisateur, et The War Zone en tant que meilleur film.
- Il s'agit là d'un des premiers films de Colin Farrell, qui campe un second rôle, à savoir le petit-ami de Jessie (Lara Belmont). Encore totalement inconnu du grand public à l'époque, la carrière de l'acteur irlandais explosera quelques années plus tard, notamment grâce aux films Tigerland de Joel Schumacher et Minority Report de Steven Spielberg.